# Aldo Chamochumbi
Aldo Alonso Chamochumbi Argote (Lima, 28 de octubre de 1967-mar de Grau, 8 de diciembre de 1987) fue un futbolista peruano miembro del plantel de Alianza Lima que falleció en la tragedia del 8 de diciembre de 1987.
Debutó en el primer equipo de Alianza Lima en 1986 tras hacer todas las divisiones menores en el mismo. Didí, quien fue entrenador de Alianza Lima en esa temporada, decidió darle minutos, decisión que fue compartida luego por Marcos Calderón, técnico del equipo en la temporada 1987.
A los veinte años, muere en la tragedia aérea del Club Alianza Lima. Aquel día, 8 de diciembre de 1987, el equipo regresaba de un partido contra el Deportivo Pucallpa. El viaje de regreso se realizó en un avión Fokker de la Marina de Guerra del Perú, el cual se precipitó al mar cuando se encontraba a escasos kilómetros del aeropuerto internacional Jorge Chávez a la altura de la localidad de Ventanilla. Sus restos, recuperados días después, descansan en el Cementerio El Ángel, junto con los demás jugadores fallecidos en el accidente.
En su honor, un coliseo deportivo en el distrito de Magdalena del Mar lleva su nombre.